# 5. ceremonia wręczenia Węży
5. ceremonia rozdania Węży – gala rozdania antyngaród filmowych przyznawanych najgorszym polskim filmom za rok 2015. Nominacje ogłoszono 3 marca 2015 roku, a ceremonia odbyła się 1 kwietnia w warszawskim Teatrze IMKA.

## Nominowani

### Najgorszy film
- Ostatni klaps
  - Hiszpanka
  - Piąte: nie odchodź
  - Wkręceni 2

### Najgorsza rola żeńska
- Maja Frykowska – Ostatni klaps
  - Barbara Kurdej-Szatan – Wkręceni 2
  - Michalina Olszańska – Piąte: nie odchodź
  - Marta Żmuda Trzebiatowska – Wkręceni 2

### Najgorsza rola męska
- Daniel Olbrychski – Piąte: nie odchodź
  - Mariusz Pujszo – Ostatni klaps
  - Marek Włodarczyk – Ostatni klaps

### Najgorszy duet na ekranie
- Maja Frykowska i Mariusz Pujszo – Ostatni klaps
  - Jan Frycz i mucha – Hiszpanka
  - Anna Mucha i Mariusz Pudzianowski – Sąsiady
  - Antoni Królikowski i Paweł Domagała – Wkręceni 2

### Najgorsza reżyseria
- Gerwazy Reguła – Ostatni klaps
  - Łukasz Barczyk – Hiszpanka
  - Katarzyna Jungowska – Piąte: nie odchodź

### Najgorszy scenariusz
- Mariusz Pujszo – Ostatni klaps
  - Eric Stępniewski, Wojciech Lepianka – Piąte: nie odchodź
  - Piotr Wereśniak – Wkręceni 2

### Żenujący film na ważny temat
- Piąte: nie odchodź
  - Chemia
  - Hiszpanka
  - Pilecki
  - Żyć nie umierać

### Efekt specjalnej troski
- Odrzucony anioł stróż – Piąte: nie odchodź
  - Samoschnące garnitury i samoczyszcząca się suknia ślubna – Demon
  - Tatuaże gangsterów – Git
  - Samochód w slow motion – Król życia

### Żenująca scena
- Szczekająca Marta Żmuda Trzebiatowska – Wkręceni 2
  - Rozpaczający Tomasz Schuchardt na grobie – Chemia
  - Gwałt maruderów – Ostatni klaps
  - Seks grupowy – Ostatni klaps

### Występ poniżej talentu
- Daniel Olbrychski – Piąte: nie odchodź
  - Jakub Gierszał – Hiszpanka
  - Grażyna Szapołowska – Piąte: nie odchodź

### Najgorszy plakat
- Hiszpanka
  - Klub włóczykijów
  - Wkręceni 2

### Najgorszy teledysk okołofilmowy
- Akcent / Zenon Martyniuk & Diego – „Ostatni klaps” (do filmu Ostatni klaps)
  - Natalia Pujszo – „Si differents” (do filmu Ostatni klaps)
  - Feel – „Lepiej być podobnym do nikogo” (do filmu Wkręceni 2)
  - Łukasz Zagrobelny – „Tylko z tobą chcę być sobą” (do filmu Wkręceni 2)

### Najgorszy przekład tytułu zagranicznego
- United International Pictires – Motyl Still Alice (Still Alice)
  - United International Pictires – Nigdy nie jest za późno (Ricki and the Flash)
  - Vue Movie Distribution – Dzień z życia blondynki (Walk of Shame)

## Podsumowanie liczby nominacji
(Minimum dwóch nominacji)
11: Ostatni klaps
9: Piąte: nie odchodź, Wkręceni 2
6: Hiszpanka
2: Chemia